# Elvezi

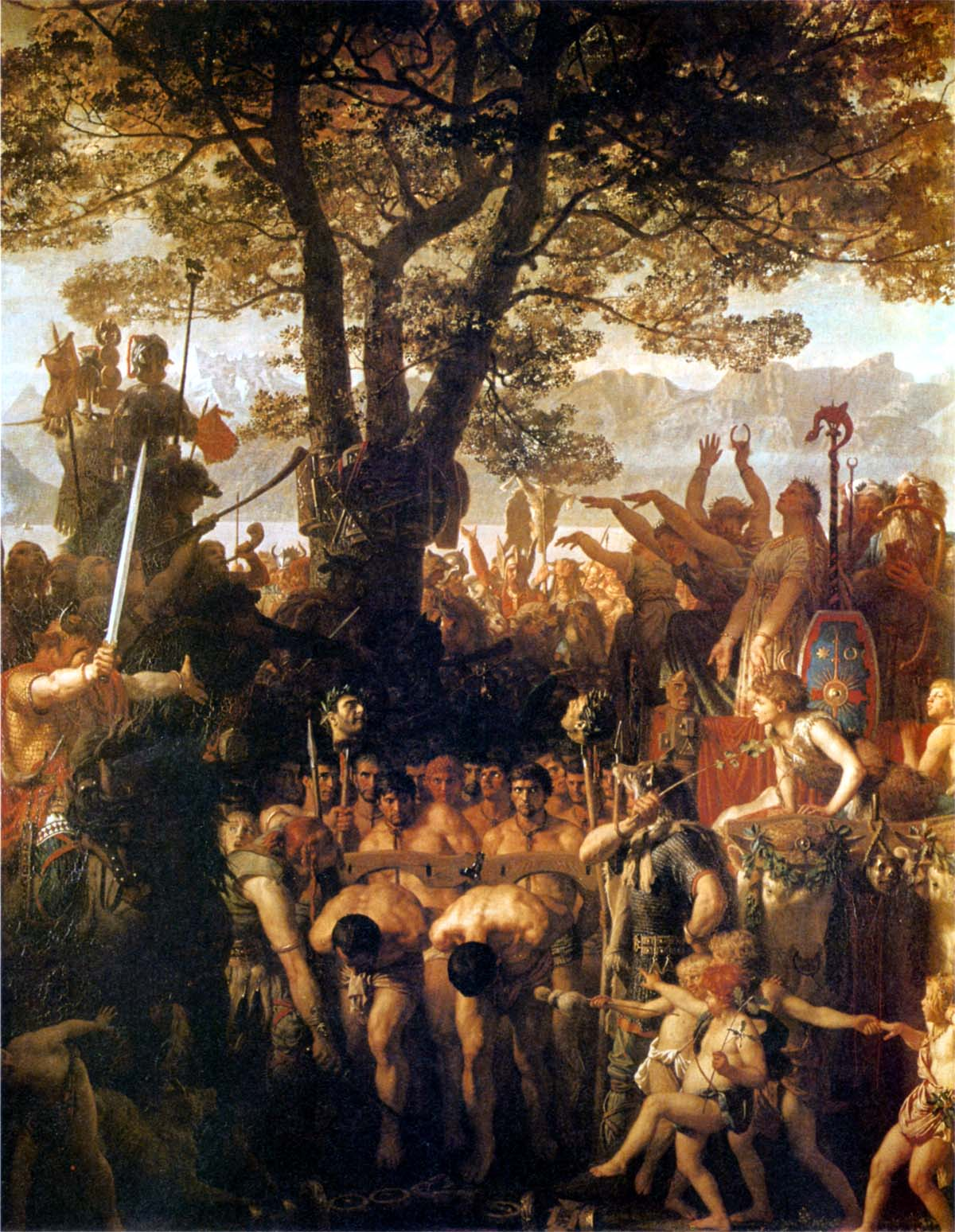
Opera di Charles Gleyre raffigurante Gli Elvezi che costringono sotto al giogo i Romani (1858), allusione alla Battaglia di Agen. In età romantica gli storici svizzeri riscoprirono gli Elvezi e ne fecero una sorta di mito nazionale, Divicone venne paragonato a Guglielmo Tell e a Arnold von Winkelried.

Gli Elvezi erano una popolazione celtica anticamente stanziata nella parte occidentale dell'Altipiano svizzero.

## Etnonimo
L'endonimo Elvezi deriva molto probabilmente dal celtico elu-, con il significato di "guadagno, prosperità" o "moltitudine", affine al gallese elw e all'antico prefisso irlandese il-, che significa "molti" o "multiplo" (da una radice protoindoeuropea *pelh1u- "molti"). La seconda parte del nome è stata talvolta interpretata come *etu-, "terreno, prateria", interpretando così il nome tribale degli Elvezi come "ricco di terra".
La più antica attestazione del nome degli Elvezi è in un'iscrizione etrusca rinvenuta nel 1987 a Mantova e datata intorno al 300 a.C., dove in lettere dell'alfabeto etrusco si legge eluveitie, che è stato interpretato come la forma in lingua etrusca del celtico elu̯eti̯os ("l'Elvetico"), presumibilmente riferendosi a un uomo di origine elvetica che viveva nella comunità etrusca di Mantova.

## Storia
Le peculiarità degli Elvezi sembrano emergere nell'ultimo secolo della Cultura di La Tène, tra il 150 e il 30 a.C. Parallelamente, nella storiografia gli Elvezi vengono menzionati per la prima volta da Posidonio, la cui descrizione (ricchi d'oro e pacifici) viene ripresa da Strabone nella sua Geografia, che non specifica, tuttavia, l'esatta ubicazione del territorio da essi occupato. Tacito racconta che abitarono per un certo periodo nella Germania Magna, tra la Selva Ercinia, i fiumi Reno e Meno. Al tempo di Giulio Cesare, quest'ultimo riferisce nei suoi Commentarii de bello Gallico che gli Elvezi vivevano nei luoghi compresi fra il Giura (a ovest), il Reno (a est e a nord) e il Lago Lemano e il Rodano (a sud). Sempre secondo Cesare, la tribù era divisa in quattro pagi (tra questi quello dei Tigurini ritenuto – da altri – un popolo a sé). Dallo stato di endemica guerra con i confinanti e bellicosi Germani – prosegue Cesare – deriva un valore degli Elvezi superiore a quello degli altri Galli.
Se i Tigurini vengono considerati un sottogruppo degli Elvezi, le prime notizie su questo popolo risalgono al II secolo a.C. quando il condottiero Divicone (Divicus) a capo dei Tigurini, assieme ai Cimbri, agli Ambroni e ai Teutoni, penetrò nella Gallia Narbonense ove sconfisse un corpo di spedizione romano condotto dal console Lucio Cassio Longino nel 107 a.C. nella battaglia di Agen (→ Guerre cimbriche). Nel 105 a.C. questa federazione di popoli sconfisse nuovamente i romani a Orange, ma la loro avanzata verso la penisola italica venne fermata nel 102 a.C. dal generale romano Gaio Mario presso Aix-en-Provence. L'anno seguente anche i Cimbri vennero sconfitti presso Vercelli nella battaglia dei Campi Raudii. I Tigurini, che erano rimasti nelle retrovie, ripiegarono verso nord, insediandosi, probabilmente, nel territorio descritto da Cesare.

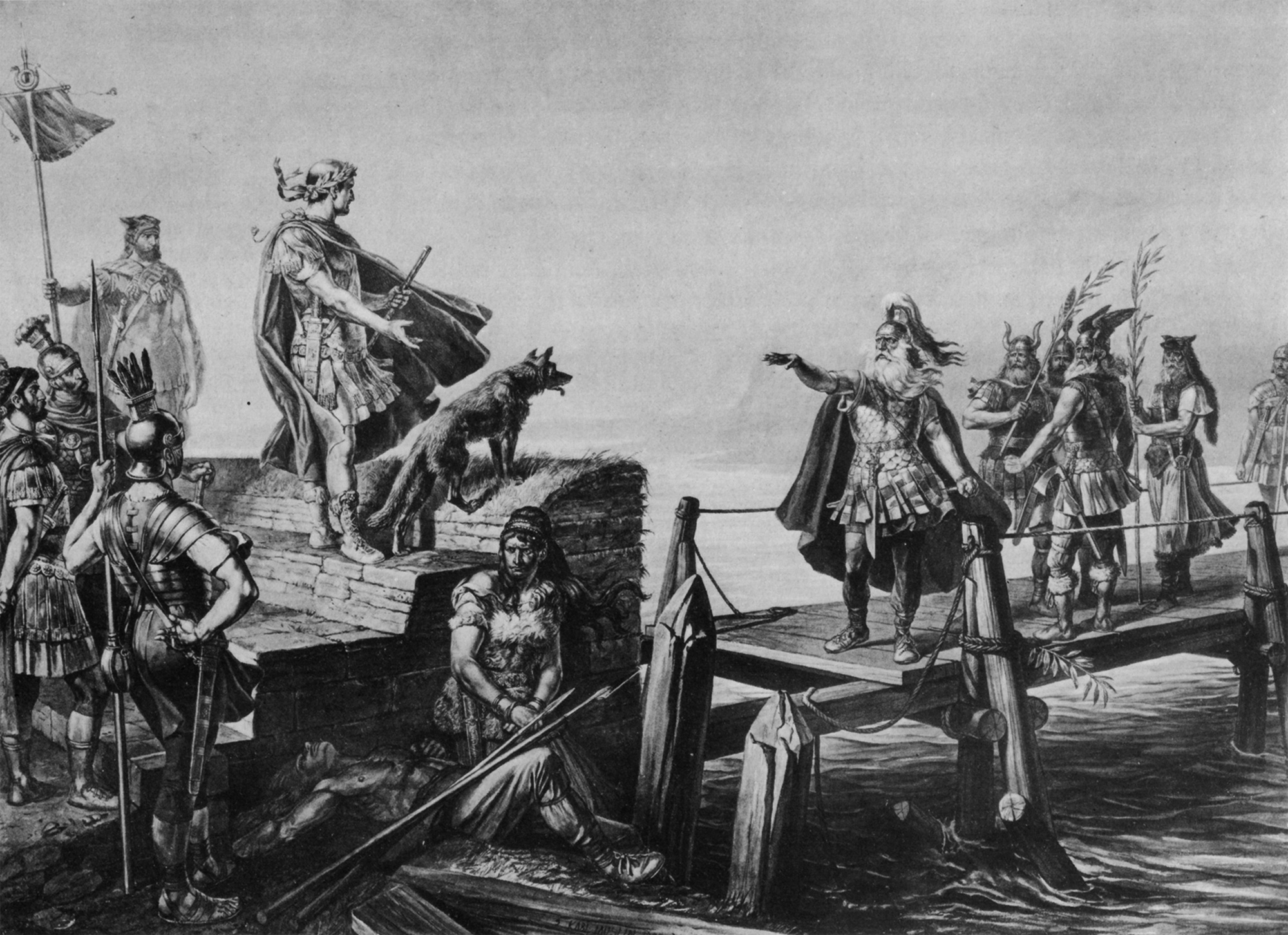
Incisione ottocentesca raffigurante Cesare che riceve l'ambasceria del vecchio Divicone.

Delle vicende degli Elvezi non si sa più nulla fino al 61 a.C. quando decisero, forse sotto la pressione delle tribù germaniche, di migrare dall'Altipiano svizzero alla Saintonge e, per questo, si prepararono ad attraversare il territorio dei Sequani. Cesare racconta che le tribù galliche chiamarono lui, che era governatore della provincia romana della Gallia Narbonense, per difenderle da questa migrazione. Così, lasciato il suo luogotenente (Tito Labieno) a presidiare Ginevra (avamposto degli Allobrogi), reclutò cinque nuove legioni in Italia e si preparò ad affrontare gli Elvezi con 29.000 uomini. Sempre secondo Cesare, gli Elvezi ammontavano invece a 368.000 unità di cui 92.000 abili alle armi. Nonostante la morte del capo Orgetorige, che più di ogni altro aveva voluta la migrazione, gli Elvezi decisero di intraprendere il lungo viaggio, distruggendo prima tutti i loro villaggi e i loro beni, così da non avere alcun motivo per ritornare sui loro passi. Scontratisi con l'esercito romano quando erano ormai nel territorio degli Edui, gli Elvezi vennero sconfitti nella Battaglia di Bibracte e i superstiti (circa 110.000) furono costretti a tornare sull'Altopiano. Sempre Cesare ci informa che nel 52 a.C. circa 8.000 Elvezi partirono (con tutte le altre popolazioni celtiche della Gallia) in soccorso di Vercingetorige assediato dai Romani ad Alesia (→ Battaglia di Alesia).
Il nome degli Elvezi ricompare successivamente nelle Storie di Tacito quando, suicidatosi Nerone nel 68, scoppiò il conflitto fra i pretendenti al principato: Galba, Otone, Vitellio e Vespasiano. Ignorando la morte di Galba, gli Elvezi supportarono quest'ultimo contro Vitellio, comandante delle legioni del Reno. Sempre secondo Tacito, la XXI legione, di stanza a Vindonissa e fedele a Vitellio, attaccò un convoglio di rifornimento ad un castellum mantenuto e presidiato dagli Elvezi. Costoro, per contro, intercettarono e fermarono un centurione diretto dalla Germania alla Pannonia con una missiva dello stesso Vitellio. A questo punto Aulo Cecina – desideroso di compiacere Vitellio – devastò le campagne degli Elvezi, uccidendo migliaia di uomini e prendendone altre migliaia come schiavi. Con la resa dell'oppidum di Aventicum e l'esecuzione di Iulius Alpinus (forse il capo della rivolta), Vitellio schiacciò definitivamente la ribellione degli Elvezi.
(Tacito, Hitoriae, I, 67)

## L'Elvezia in età romana

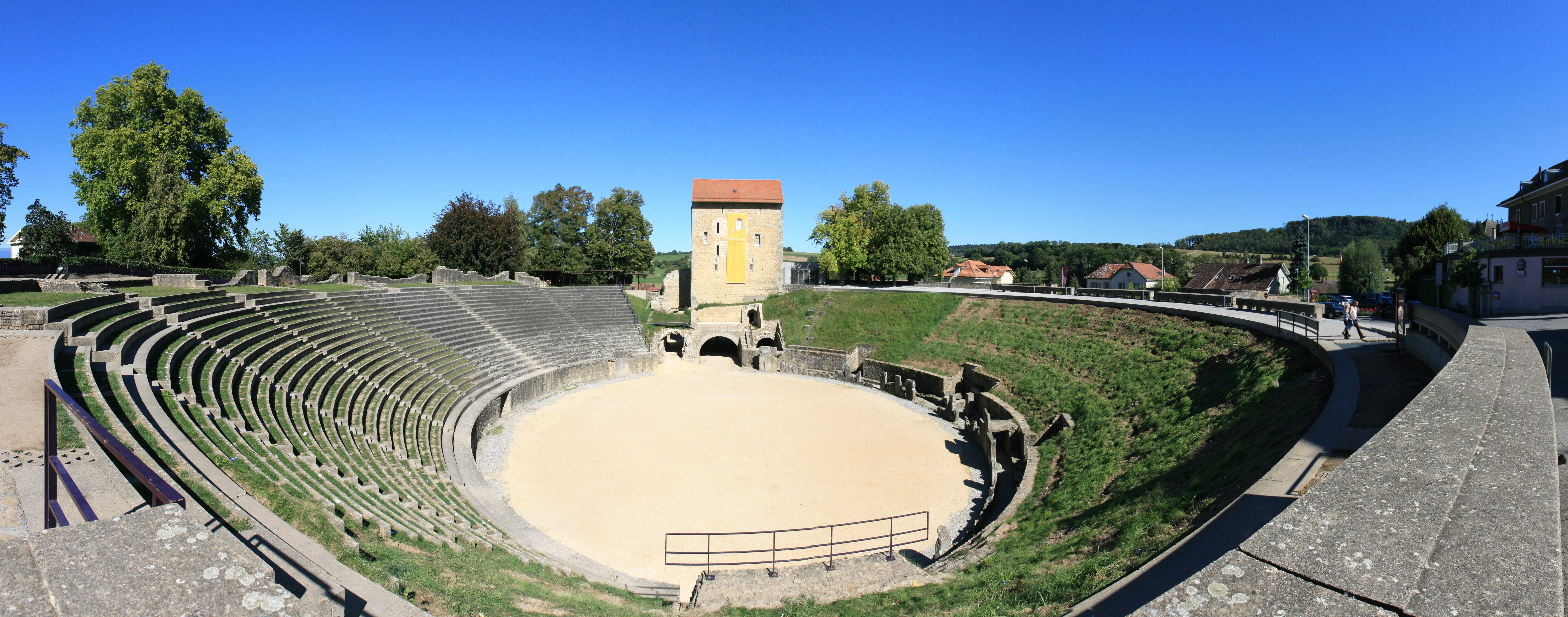
L'anfiteatro di Avenches (Aventicum), sovrastato da una torre medievale.

Il territorio degli Elvezi venne definitivamente inglobato nell'Impero, confluendo nella provincia della Germania superiore.
Perno del sistema stradale dell'Altipiano elvetico era Vindonissa (Windisch), sede di un importante ospedale militare. Da qui partivano strade in cinque diverse direzioni.
Una, costeggiando verso ovest il corso del Reno, raggiungeva Augusta Rauricorum (l'attuale Augst) e da lì varcava la Catena del Giura. Una seconda attraversava la sezione centrale dell'Altipiano verso sud-ovest collegando Salodurum (l'attuale Soletta), Petinesca (Studen), Aventicum (Avenches), Eburodunum (Yverdon), Lausonna (Losanna), Iulia Equestris (Nyon) e Genava (Ginevra).
Una terza scendeva verso sud e, attraverso il Passo del Grimsel, percorreva il Vallese sino a Sedunum (Sion) e Octodurus (Martigny).
Una quarta via, in direzione nord, varcava il Reno, raggiungeva Iullomagus (Schleitheim) e quindi la Germania.
Una quinta, infine, collegava Vindonissa con le terme Aquae Helveticae (Baden) e qui si divideva a sua volta: un tratto – via Ad Fines (Pfyn) – raggiungeva il Lago di Costanza ad Arbor Felix (Arbon), l'altro toccava Turicum (Zurigo), Curia (Coira) e – varcato il Passo del Lucomagno – raggiungeva Bilitio (Bellinzona) e la Gallia cisalpina.
Aventicum era il principale centro della regione, fondato nel I sec d.C.  e designato – secondo Tacito – quale capitale degli Elvezi (gentis caput). La città era tracciata su una scacchiera e ospitava importanti edifici pubblici, tra questi un anfiteatro costruito nel 130 d.C. e ampliato nel 165 d.C.

## Società

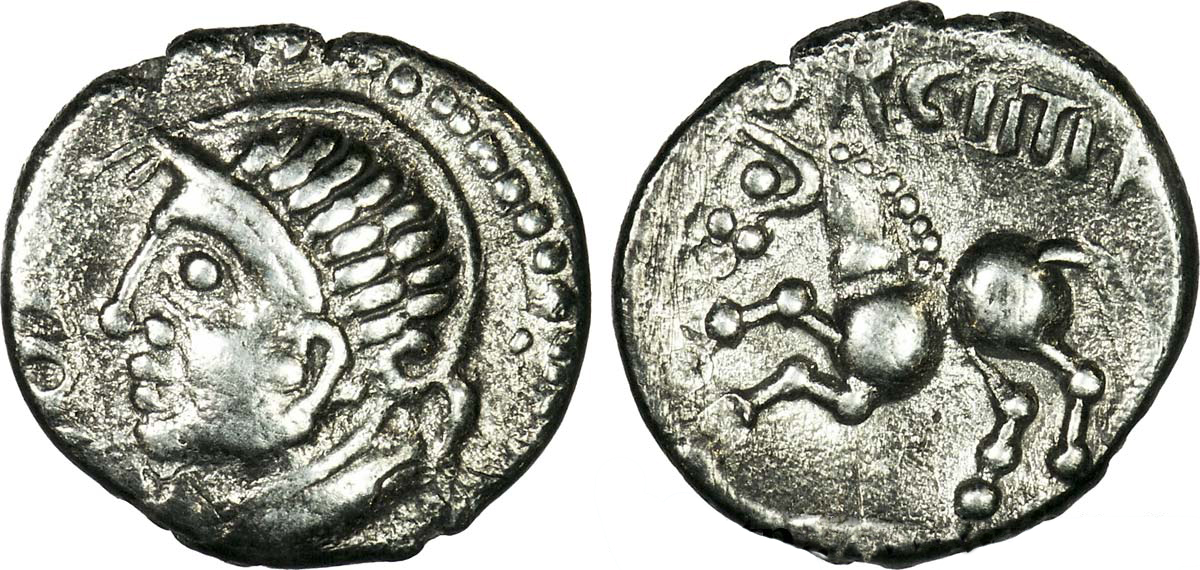
Moneta del I secolo a.C. raffigurante Orgetorige (scritto ORCHTIRIX).

Pochissimo si conosce dell'organizzazione tribale degli Elvezi prima della loro romanizzazione. Cesare ci informa che costituivano una federazione di quattro pagi o partes (termini spesso tradotti come cantoni); di questi, nel De bello gallico, si fa menzione dei Tigurini e dei Verbigeni. Sempre Cesare ci dice che la società elvetica non era monarchica (al contrario, chi cercava di sopravanzare gli altri veniva processato e bruciato vivo), esisteva tuttavia una divisione fra uomini semplici e nobili (nobiles). Tuttavia Tacito riporta l'elezione a capo di Claudio Severo quando questi erano insorti contro Cecina, che stava devastando il loro territorio con la legio XXI Rapax, non riconoscendo Vitellio come legittimo imperatore, nell'Anno dei quattro imperatori. Oltre a Claudio Severo c'era fra i capi anche Giulio Alpino, che venne punito da Cecina come istigatore.
Sul territorio da essi occupato (211 miglia in lunghezza e 180 miglia in larghezza) si trovavano dodici città, quattrocento villaggi e numerose fattorie isolate. A quanto sembra, veniva utilizzato dagli Elvezi l'alfabeto greco, probabilmente diffuso dai mercanti focesi che, nel VI secolo a.C., avevano fondato Massalia (successivamente diventata Marsiglia) e numerose altre città alla foce del Rodano.